# Cherukunnu
Cherukunnu es una ciudad censal situada en el distrito de Kannur en el estado de Kerala (India). Su población es de 16111 habitantes (2011). Se encuentra a 18 km de Kannur.

## Demografía
Según el censo de 2011 la población de Cherukunnu era de 16111 habitantes, de los cuales 7153 eran hombres y 8958 eran mujeres. Cherukunnu tiene una tasa media de alfabetización del 95,37%, superior a la media estatal del 94%: la alfabetización masculina es del 97,82%, y la alfabetización femenina del 93,48%.